# Neudorf LU
| LU ist das Kürzel für den Kanton Luzern in der Schweiz. Es wird verwendet, um Verwechslungen mit anderen Einträgen des Namens Neudorf zu vermeiden. |

Neudorf (mundartlich Nüderef) war bis zum 31. Dezember 2012 eine politische Gemeinde im Amt Sursee des Kantons Luzern in der Schweiz. Am 1. Januar 2013 fusionierte Neudorf mit Beromünster. Die Gemeinden Gunzwil und Schwarzenbach hatten sich bereits in den 2000er-Jahren mit Beromünster zusammengeschlossen.

## Geographie
Das Dorf liegt südlich von Beromünster im Wynental. Zur ehemaligen Gemeinde gehört der südlich gelegene Weiler Gormund (740 m ü. M.), der nördlich davon liegende Flugplatz Beromünster sowie zahlreiche Weiler und Häusergruppen.
Neudorf grenzte (von Norden aus im Uhrzeigersinn) an Beromünster, Römerswil, Hildisrieden, Sempach und Eich.

## Bevölkerung
Die Einwohnerzahl stieg von 1798 bis 1860 leicht an (1798-1860: + 6,1 %). Danach begann eine Phase der Massenabwanderung Richtung Industriezentren, die bis 1900 anhielt (1860-1900: - 26,6 %). Damit war der tiefste Bevölkerungsstand erreicht. Abgesehen von zwei Einbrüchen zwischen 1920 und 1930 sowie 1950 und 1960 wuchs die Bevölkerung im 20. Jahrhundert stetig (1900-1950: + 21,3 %; 1950-2000: +  33,8 %). Seit dem Bevölkerungshöchststand vom Jahr 2000 mit 1058 Einwohnern stagnierte sie vorübergehend auf diesem Niveau, um dann bis 2015 stark anzusteigen.
| Jahr      | 1798 | 1860 | 1900 | 1920 | 1930 | 1950 | 1960 | 1980 | 2000 | 2004 | 2015 |
| --------- | ---- | ---- | ---- | ---- | ---- | ---- | ---- | ---- | ---- | ---- | ---- |
| Einwohner | 837  | 888  | 652  | 760  | 699  | 791  | 756  | 856  | 1058 | 1055 | 1500 |

### Sprachen
Die Bevölkerung benutzt als Alltagssprache eine hochalemannische Mundart. Bei der letzten Volkszählung im Jahr 2000 gaben 94,90 % Deutsch, 2,08 % Albanisch und 0,57 % Serbokroatisch als Hauptsprache an.

### Religionen – Konfessionen
Früher waren alle Bewohner Mitglied der römisch-katholischen Kirche. Durch Kirchenaustritte und Zuwanderung aus anderen Regionen der Schweiz und dem Ausland hat sich dies geändert. Heute (Stand 2000) sieht die religiöse Zusammensetzung wie folgt aus: es gibt 80,43 % römisch-katholische und 9,74 % evangelisch-reformierte Christen. Daneben findet man 4,63 % Konfessionslose und 2,46 % Muslime. Die Muslime sind beinahe alle albanischer Herkunft.

### Herkunft – Nationalität
Von den 1076 Einwohnern Ende 2006 waren 991 Schweizer und 85 (= 7,9 %) Ausländer. Bei der letzten Volkszählung waren 89,04 % (einschliesslich Doppelbürger 91,30 %) Schweizer Staatsangehörige. Die grössten Einwanderergruppen kommen aus Serbien-Montenegro (mehrheitlich Albaner; aber auch Slawen), Italien, Deutschland und Kroatien.

## Verkehr
Neudorf ist durch die Buslinie Luzern–Beromünster–Rickenbach ans Netz des öffentlichen Verkehrs angeschlossen. Von Beromünster aus besteht zudem eine Anschlussmöglichkeit nach Sursee. Neudorf liegt an der Hauptstrasse Luzern–Aarau. Der nächste Autobahnanschluss ist Sempach an der A2 in 7 km Entfernung.
Zwischen Sempacher- und Baldeggersee, näher bei Neudorf als bei Beromünster, befindet sich der kleine Flugplatz Luzern-Beromünster mit Graspiste, der von Motor- und Segelfliegern sowie Fallschirmspringern und Helikopterpiloten genutzt wird.

## Geschichte

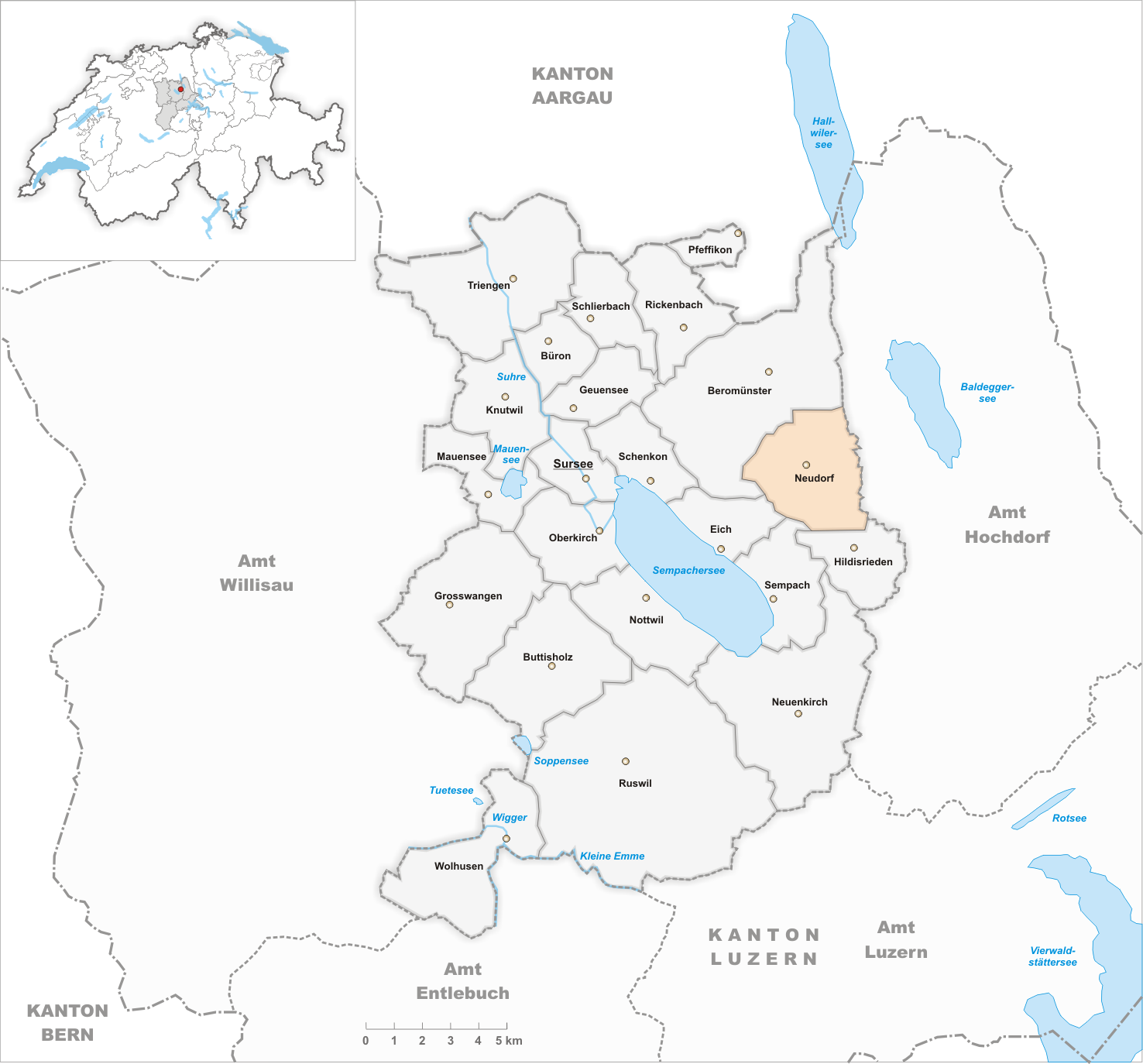
Gemeindestand vor der Fusion am 1. Januar 2013

Die Gemeinde spaltete sich ursprünglich von Gunzwil ab. Der Ort wird im Jahr 893 erstmals als Niwidorf in einer Auflistung der zinspflichtigen Orte der Fraumünsterabtei Zürich erwähnt. Die Grafen von Lenzburg erwarben den Ort in der zweiten Hälfte des 10. Jahrhunderts. Sie überliessen die Herrschaft dem Stift Beromünster. Dies handhabten auch ihre Nachfolger, die Grafen von Kyburg (ab 1172) und die Habsburger (ab 1263), so. Die Gemeinde wurde so zu einem Teil des Michelsamts, das 1420 unter die Herrschaft der Stadt Luzern fiel. Sie wurde bis 1798 als Teil der Landvogtei Michelsamt verwaltet. Im Jahr 1440 fiel der Ort unter die Reichsacht. Er gehörte 1653 auch zu denjenigen Gemeinden, die sich im Bauernkrieg gegen die Stadt Luzern stellten. Von 1798 bis 1803 gehörte er zum Distrikt Münster; von da an bis 1814 zum Amt Hochdorf und danach zum Amt Sursee.

Luftbild (1964)

## Sehenswürdigkeiten

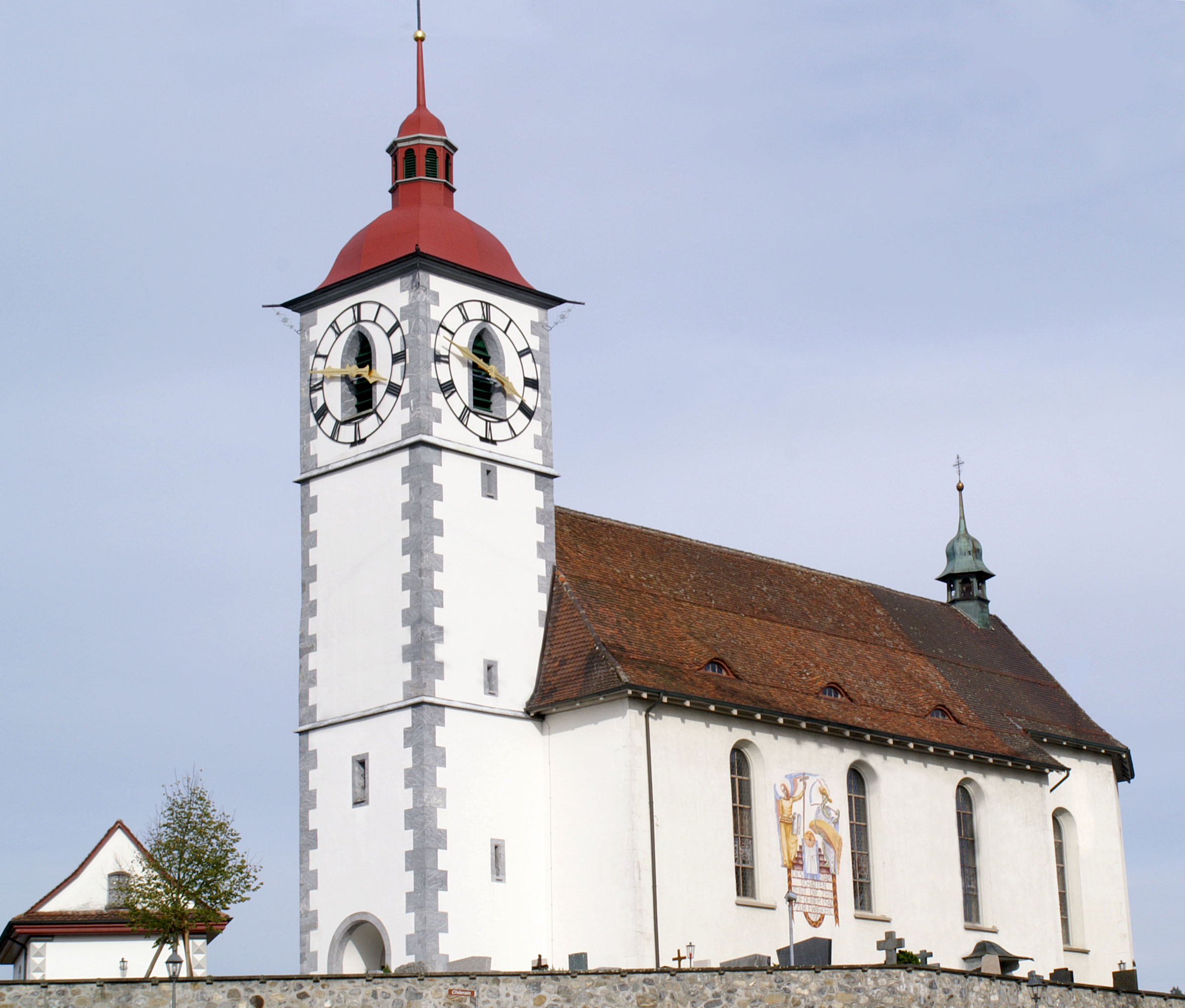
Kirche St. Agatha
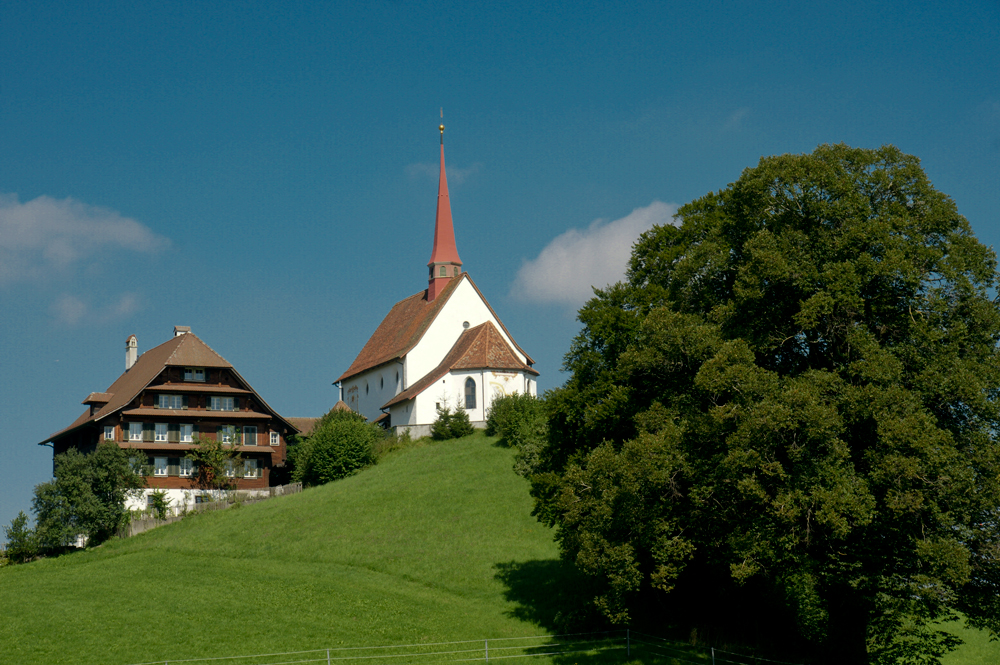
Wallfahrtskapelle Gormund
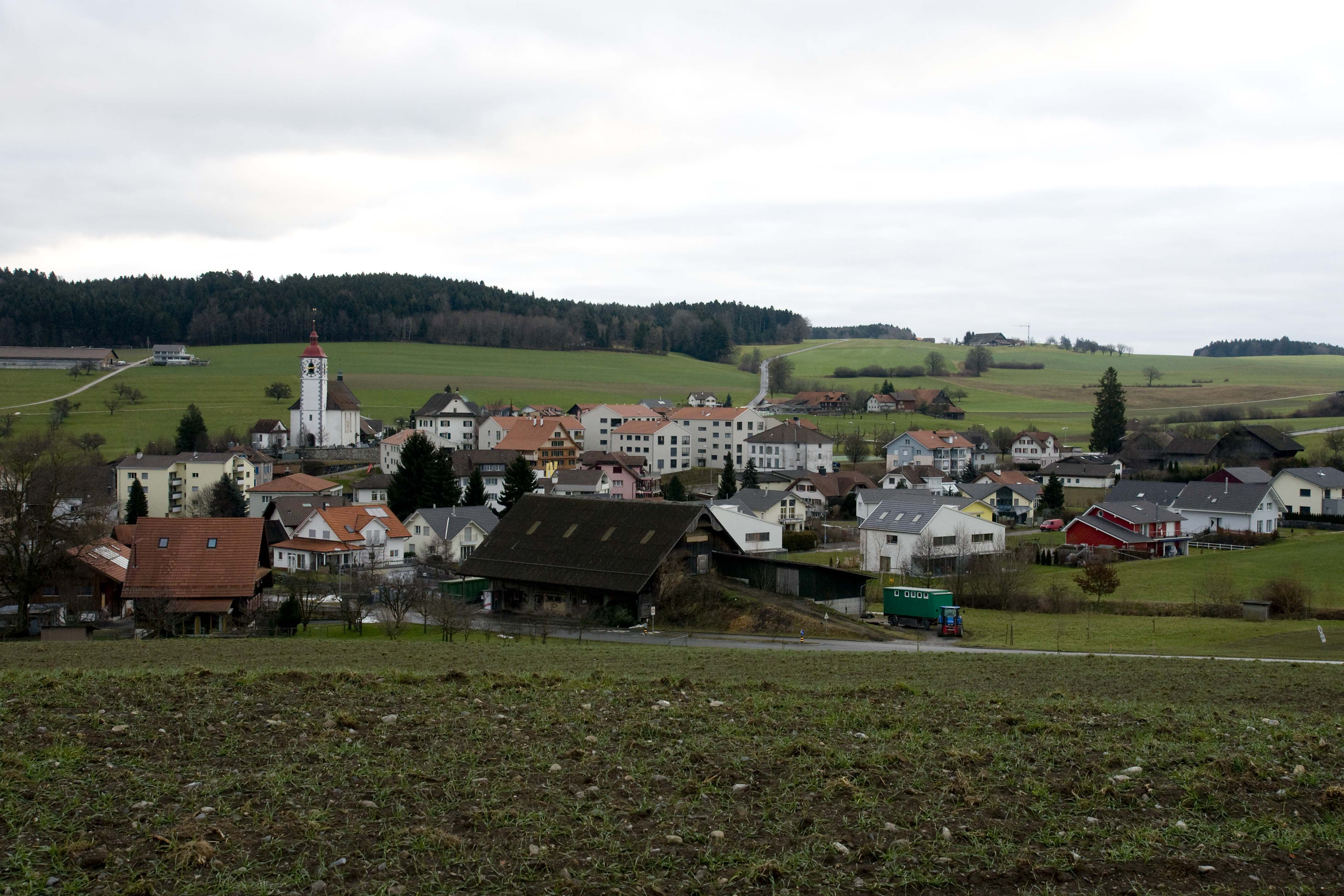
Überbauung

## Persönlichkeiten
- André Bucher (* 1976), Leichtathlet
- Emilie Dormann (1872–1950), Krankenpflegerin und Geistliche
- Valentin Oehen (1931–2022), Nationalrat